# United Fruit Company

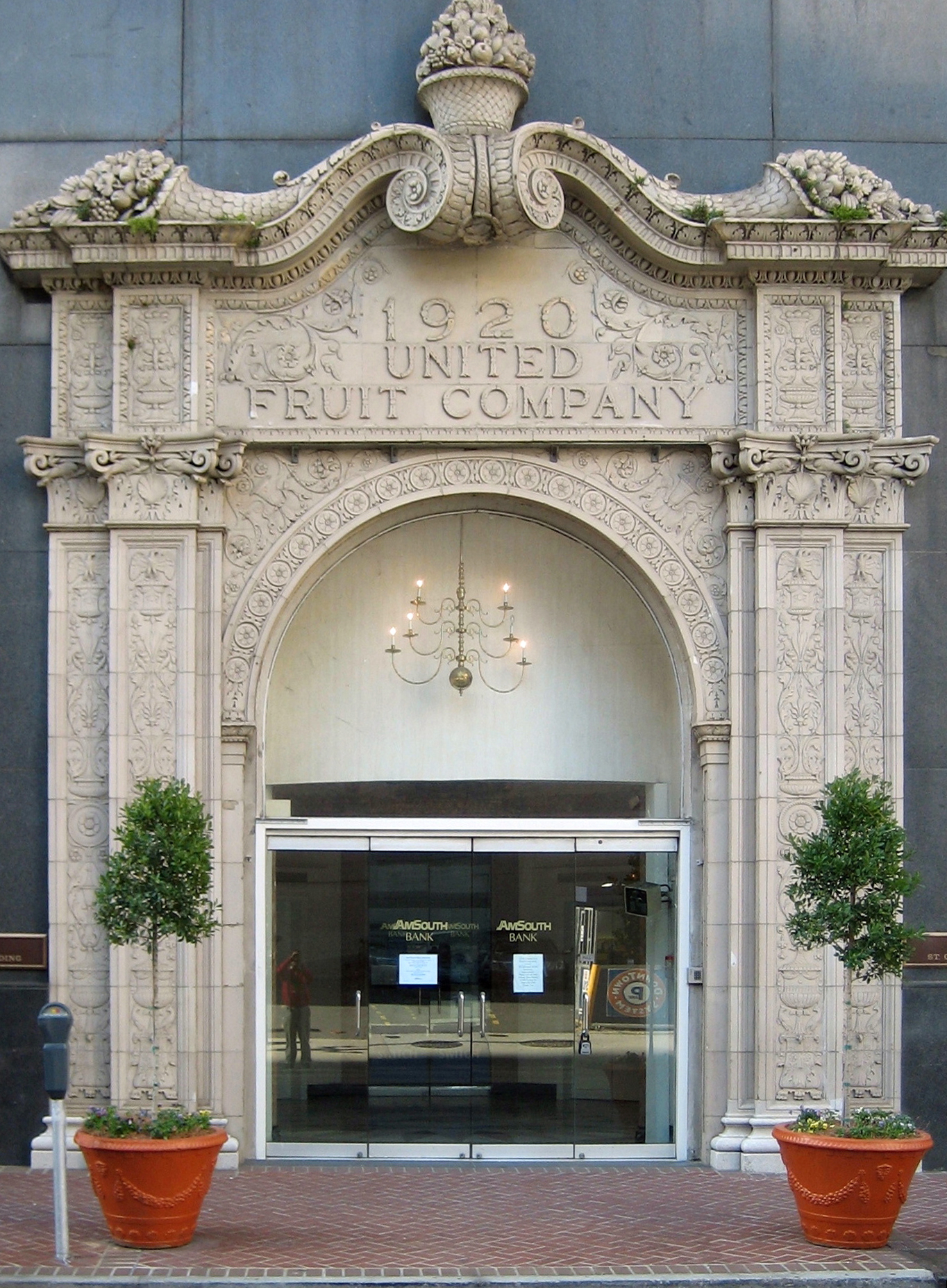
Fachada da entrada do antigo edifício da United Fruit em St. Charles Avenue, New Orleans, Louisiana.

A United Fruit Company (UFC) (1899-1970) era uma multinacional norte-americana que se destacou na produção e no comércio de frutas tropicais (especialmente bananas e abacaxis) em plantações no terceiro mundo, principalmente na América Latina, Estados Unidos e Europa. Seus interesses comerciais abrangeram grandes extensões na América Central e no Caribe onde a empresa era conhecida como "Mamá Yunay".
Tinha muito poder nos países centro-americanos já que, com a colaboração do governo dos EUA, ajudava na derrubada de governos locais e a implantação de governos que facilitassem sua atividades comerciais. Dando lugar para que esses países e seus governos fossem chamados "república das bananas", já que a empresa estabeleceu líderes locais para favorecer seus interesses econômicos.

## História
Começa em 1871 com o empreender americano Henry Meiggs assinando um contrato para a construção de uma ferrovia na Costa Rica. Em 1882 o governo costariquenho declarou que não poderia pagar para Meiggs o término da construção da ferrovia e ele teve que emprestar mais de 1 milhão de libras esterlinas do Banco de Londres para poder terminar seu projeto. Como forma de agradecer os trabalhos ofertados, o governo costariquenho deu para Meiggs uma área de 800 mil acres (3,2 mil km quadrados aproximadamente). 
Meiggs ficou a cargo de gerenciar a ferrovia e com o tempo descobriu que o transporte de passageiros não cobria os custos de manutenção da malha ferroviária, porém o transporte de bananas das suas terras para Limón, depois para os Estados Unidos, se provou muito lucrativo.
Em 1899, a empresa de bananas de Meiggs, Tropical Trading and Transport Company foi fundida com sua rival, a Boston Fruit Company. Da união, surgiu a United Fruit Company. Em 1900, a UFC financiou a publicação de um livro de viagem chamado The Golden Caribbean: A Winter Visit to the Republics of Colombia, Costa Rica, Spanish Honduras, Belize and the Spanish Main - via Boston and New Orleans, o que ajudou a aumentar a atividade turística nos países do Caribe.
No ano seguinte, o governo da Guatemala contratou a UFC para gerenciar o seu serviço postal, o que resultou na criação do Tropical Radio and Telegraph Company.
Diversas atuações ilegais foram marcadas em sua história, como na Colômbia, em 1928, que diante dos protestos dos trabalhadores agrícolas exigindo melhorias no trabalho, a companhia ordenou às autoridades locais a reprimir a manifestação a tiros, assassinando truculenta e impunemente muitos manifestantes. É o que hoje é conhecido como Massacre das Bananeiras.
Em 1930, a UFC já tinha adquirido mais de 20 companhias rivais, angariando um capital de mais de 215 milhões de dólares e se tornado o maior emprego da América Central. Nessa altura, a companhia já havia se tornado um símbolo da economia exportadora de exploração. Isso levou a sérios problemas junto a sindicatos e o que ficou conhecido como The Great Banana Strike of 1934 na Costa Rica. Em 1933 a sede da companhia mudou para Nova Orleans, Luoisiana.
Em 1954, na Guatemala, quando Jacobo Arbenz Guzmán tentou aplicar uma lei moderada a favor da expropriação das grandes propriedades, e depois as indenizaria com bônus a longo prazo, foi deposto por Carlos Castillo Armas, graças a colaboração do governo de Washington. Se deu um conflito brutal já que Allen Dulles, diretor da CIA, era advogado da United Fruit Company. Muitos dos empregados governamentais tinham interesses privados na empresa. Nesse mesmo ano, a empresa sofreu a maior greve da sua história em Honduras.
Em Cuba era uma das empresas que controlavam a produção de açúcar e foram expulsos em 1959, por trás da revolução cubana que um ano mais tarde, em 1 de janeiro de 1960, nacionalizaria todas as suas possessões.
Em 1969, foi comprada por Zapata Corporation, empresa relacionada com George H. W. Bush. A empresa modificou sua razão social para Chiquita Brands e até hoje opera com esse nome.
Em 2007, Chiquita Brands enfrentou um julgamento nos EUA por haver financiado grupos paramilitares na Colômbia que foram responsáveis pelo massacre de sindicalistas, camponeses e deter as forças terroristas das FARC. A companhia teve que pagar multa às autoridades de seu país, agora as autoridades colombianas buscam cooperação dos EUA para que extraditem os funcionários responsáveis por esses delitos e sejam julgados no país.

## Repercussão literária
Em 1941, o escritor costarriquenho Carlos Luis Fallas escreveu a novela Mamita Yunai que não foi publicada de maneira comercial, mas circulou entre os grupos de trabalhadores das plantações bananeiras através de edições caseiras financiadas pelo próprio autor. Neste texto, que não foi escrito com a intenção de ser uma história de ficção, o autor denunciava a exploração que os empregados e funcionários da companhia (costarriquenhos e norte-americanos) faziam com os trabalhadores bananeiros. Uma das denúncias mais fortes se relaciona com o tratamento que os capatazes da companhia davam aos trabalhadores que faleciam durante o trabalho: em vez de enterrar os corpos no cemitério onde faleciam, obrigavam os demais a enterrar os corpos lá mesmo na plantação, para que "servisse de adubo para a bananeira".
O impacto da United Fruit Company era tanto que Pablo Neruda se inspirou nela para criar um poema com o título da companhia, "La United Fruit Co.". Esse poema está em Canto General, mais especificamente em V. La arena traicionada, II. Las oligarquías.
Do mesmo modo as práticas da United Fruit Company foram retratadas na novela Cien Años de Soledad, de Garcia Márquez, que a associa com a negação de direitos sindicais e o clientelismo político.